# Matsuura
Matsuura (松浦市, Matsuura-shi) est une ville située dans la préfecture de Nagasaki, au Japon.

## Géographie

### Situation

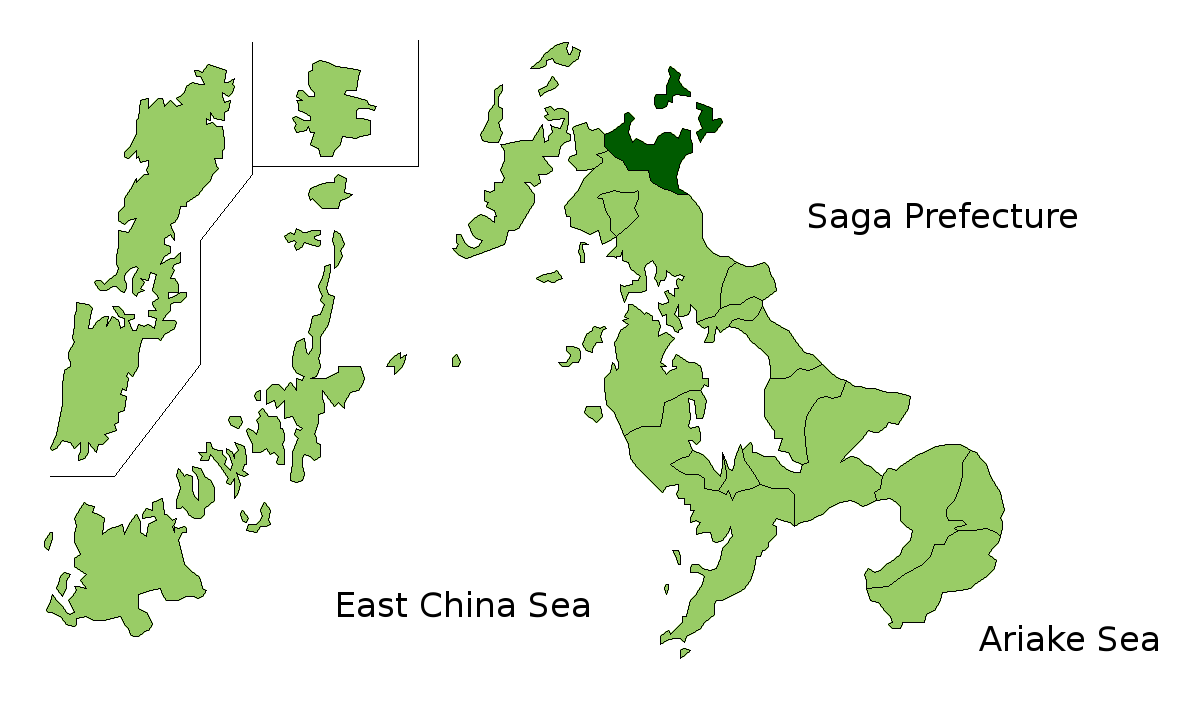
Matsuura dans la préfecture de Nagasaki.

Matsuura est située dans le nord de la préfecture de Nagasaki, au bord de la mer de Genkai. 

### Démographie
En novembre 2021, la ville de Matsuura avait une population estimée à 21 517 habitants, répartis sur une superficie de 130,55 km2 (densité de population de 165 hab./km2).

## Histoire
La ville moderne de Matsuura a été fondée le 31 mars 1955.

## Transports
La ville est desservie par la ligne Nishi-Kyūshū de la compagnie Matsuura Railway.

## Jumelage
Matsuura est jumelée avec Mackay en Australie.